# سرمين
سرمين بلدة سورية تتبع ناحية سرمين في منطقة مركز إدلب في محافظة إدلب. بلغ عدد سكانها 14,530 نسمة في عام 2004 حسب إحصاء المكتب المركزي للإحصاء.
تبعد عن إدلب 7 كم، إعمارها قديم. ذكرها ياقوت الحموي في معجم البلدان وفيها بعض الكهوف والمغاور القديمة، وحمامان وبقايا سور، وجامع قديم ذو مئذنة مربّعة وهو طراز المآذن الأموية.
استولى عليها الفرنجة عام 499هـ/1106م، وحررها العرب عام 514هـ/1120م

## التاريخ
جاء في كتاب : بغية الطلب في تاريخ حلب للمؤلف : ابن العديم
باب في ذكر سرمين:
وهي مدينة بطرف جبل السماق كبيرة العمل واسعة الرستاق، ولها مسجد جامع وأسواق. وكان لها سور من الحجر خرب في زماننا هذا ودثر، وبها مساجد كثيرة داثرة كانت معمورة بالحجر النحيت عمارة فاخرة، قيل إن بها ثلاثمائة وستين مسجدا ليس بها الآن مسجد يصلى فيه إلا المسجد الجامع، وأكثرها الآن إسماعيلية ولهم بها دار دعوة.
وكان يسكن بها الحسن بن عجل المعروف بالصوفي الذي ينتسب إليه بنو الصوفي رؤساء دمشق، وكان جد أبي الحسن علي بن مقلد بن منقذ صاحب شيزر لأمه، ولما قوي أمر الإسماعيلية بسرمين تحول إلى حلب فسكنها، وداره بحلب هي الدار التي وقفها شيخنا قاضي القضاة أبو المحاسن يوسف ابن رافع بن تميم مدرسة لأصحاب الشافعي، تجاه المدرسة النورية، وخرج منها فضلاء وشعراء.
وذكرها أحمد بن أبي يعقوب بن واضح الكاتب في كتاب البلدان في تسمية كور جند قنسرين والعواصم فقال: كورة سرمين وأهلها من قيس.
وكان بقربها في جبل بني عليم حصن منيع يقال له كفر لاثا، وكان الفرنج قد استولوا عليه وعلى سرمين في سنة ست وسبعين وأربعمائة، فاستنقذه نور الدين محمود بن زنكي من أيديهم وخربه.
في العهد المملوكي منها المارستان الجديد الذي بناه أرغون سنة 755 هـ ووقف علية قرية بنش العظمى من عمل سرمين تفيدنا هذه الوثيقة إلى أنها قرية عظيمة فيها خيرات كثيرة وأيضاً تابعة إدارياً إلى سرمين لكنها كانت تابعة في زمن سابق إلى ولاية الفوعة في زمن الملك الظاهر بيبرس وكما ذكر ابن شداد كاتب سيرته (ت 1285 م). في عهد السلطان المملوكي حسن بن محمد بن قلاوون تسطر وثيقة وقف لصالح مدرسة الرميلة بالقاهرة سنة 760 هـ. 1359 م تذكر قرية الفوعة والتابعة لسرمين وتحدد أراضيها بأنها تنتهي عند أراضي قريتي بنش والحصون ولم تقع بأيدينا وثائق عنها في العهد المملوكي غير هاتين الوثيقتين، وأرجح قد نجد شيئاً عنها في وثائق هذا العهد في مصر وندعو من يأتي بعدنا السفر إلى القاهرة، ليجد الكثير في وثائقهم عن هذا العهد الغني بحضارته.
فتح سرمين
كان صلاح الدين عند اشتغاله بفتح هذه الحصون بعث ابنه الظاهر غازياً صاحب حلب إلى سرمين وحاصرها واستنزل الإفرنج الذين بها على قطيعة أعطوها وهدم الحصن وكان فتحه آخر جمادى الأخيرة فانطلق جماعة من الأسارى كانوا بهذا الحصن وكانت هذه الفتوحات كلها في مقدار شهر وجميعها من أعمال إنطاكية والله تعالى أعلم. فتح برزية ولما فرغ صلاح الدين من قلعة الشغر إلى قلعة برزية قبالة أفامية وتقاسمها في أعمالها. وبينهما بحيرة من ماء العاصي والعيون التي تجري وكانوا أشد شيء في الأذى للمسلمين فنازلها في الرابع والعشرين من جمادى الأخيرة وهي متعذرة المصعد من الشمال والجنوب وصعبته من الشرق وبجهة الغرب مسلك إليها فنزل هنالك صلاح الدين ونصب المجانيق فلم تصل حجارتها لبعد القلعة وعلوها فرجع إلى المزاحفة وقسم عساكره على أمرائها وجعل القتال بينهم نوباً فقاتلهم أولاً عماد الدين زنكي بن مودود صاحب سنجار وأصعدهم إلى قلعتهم حتى صعب المرتقى على المسلمين وبلغوا مواقع سهامهم وحجارتهم من الحصن. وكانوا يدحرجون الحجارة على المقاتلة فلا يقوم لها شيء. فلما تعب أهل هذه النوبة عادوا وصعد خاصة صلاح الدين فقاتلوا قتالاً شديداً وصلاح الدين وتقي الدين ابن أخيه يحرضانهم حتى أعيوا وهموا بالرجوع فصاح فيهم صلاح الدين وفي أهل النوبة الثانية فتلاحقوا بهم وجاء أهل نوبة عماد على أثرهم وحمي الوطيس ورد الإفرنج على أعقابهم إلى حصنهم فدخلوه ودخل المسلمون معه. وكان بقية المسلمين في الخيام شرقي الحصن وقد أهمله الإفرنج فعمد أهل الخيام من تلك الناحية واجتمعوا مع المسلمين في أعقاب الإفرنج عند الحصن فملكوه عنوة وجاء الإفرنج إلى قبة الحصن ومعهم جماعة من أسارى المسلمين في القيود. فلما سمعوا تكبير إخوانهم خارج القبة كبروا فدهش الإفرنج وظنوا أن المسلمين خالطوهم فألقوا باليد وأسرهم المسلمون واستباحوهم وأحرقوا البلد وأسروا صاحبها وأهله وافترقوا في أسراهم فجمعهم صلاح الدين حتى إذا قارب إنطاكية بعثهم إليها لأن زوجة صاحب إنطاكية كانت تراسل صلاح الدين بالأخبار وتهاديه فرعى لها ذلك والله تعالى ولي التوفيق.
ذكر الباحث فائز قوصرة في كتابه الرحالة في محافظة إدلب الجزء الأول، المنشور سنة 1985 أن سراقب: " تقع إلى الشرق الجنوبي من إدلب بـ 19 كم وعن حلب 50 واللاذقية 146 كم وعن حماه 88 كم وعن حمص 135 كم وعن الشام 297..
كانت قرية تتبع لناحية سرمين التابع لقضاء إدلب في مطلع هذا القرن ثم أصبحت مركز ناحية بموجب المرسوم رقم 932 والمؤرخ في 25 شباط 1933 بديلا عن ناحية سرمين.
كانت إدلب قرية صغيرة تدعى على الأرجح (وادي لب) وتتألف من قسمين: إِدلب الكبرى الواقعة شمال طريق معرة مصرين الحالي وهي قرية «دارسة»، وإِدلب الصغرى إلى الجنوب من الأولى على بعد يزيد قليلاً على ثلاثة كيلومترات وهي العامرة اليوم.
أهم معالم مدينة سرمين الحمامات الأثرية التي يعود تاريخها إلى العهد الروماني، مثل: حمام المالحة، وحمام الدرج. آثار معامل الصابون ومعامل النسيح، في الجهة الغربية منها. المسجد الكبير بسطحه المُقبب، وقد بُني على أنقاض كنيسة، كانت من ذي قبل معبداً وثنياً، وتم تجديد بناء المسجد خلال العهد الفاطمي. المئذنة المُربعة المبنية على الطراز المعماري الأموي. السوق القديم والطُرق التي ما زالت حتى الوقت الحالي مُعبدةً بالحجارة. الكهوف المحفورة في الصخر. الخزانات الرومانية والصهاريج من ناحية جبل أريحا في سوريا
كانت قرية إِدلب تتبع سرمين فيما مضى. وبدأت أهمية إدلب الحالية بالظهور بعد أن اهتم بها الصدر الأعظم أحمد باشا الكوبرلي (1583-1661)، وعين قائداً للحامية فيها اليوزباش حمود الدليمي، وفوضه في تنفيذ خطته لتطوير إدلب فجعل مواردها وقفاً على الحرمين الشريفين وأعفاها من الرسوم والضرائب وأقام فيها مباني ما زالت قائمة إلى اليوم فقصدها الناس من جسر الشغور وسرمين والقرى المجاورة، فاتسعت وازدهرت على حساب إِدلب الكبرى التي طوي ذكرها. وفي النصف الثاني من القرن الثامن عشر غدت إدلب تتبع جسر الشغور ثم أتبعت بأريحا ثم صارت مركز قضاء عام 1812م، ثم مركز محافظة في عام 1960م.

## وصلات خارجية
- موقع إدلب: «سرمين»... بلد الزيتون والتين.

‌